# بيلوس (شخصية آشورية)
بيلوس في النصوص الكلاسيكية اليونانية أو اللاتينية (والنصوص التي اعتمدت عليها لاحقاً) يشير إلى أحد الملوك الآشوريين الأسطوريين أو أحد الملوك المزعومين في التاريخي السحيق، ويمثل هذا الملك جزئياً على الأقل الفكرة اليوهيمرية للإله البابلي مردوخ.
أغلب الأحيان يظهر بيلوس بأنه والد الملك الأسطوري نينوس ، والذي يظهر من ناحية أخرى كأول ملك آشوري معروف. وتم ذكره من قبل المؤرخ اليوناني كتسياس لكنه لم يقدم لنا أي معلومات حول نسب نينوس. أما هيرودوتس فيجعل من نينوس ابن بيلوس أحد أسلاف السلالة الهرقلية في ليديا ، على الرغم من كون بيلوس بعيداً بشكل لا لبس فيه عن احفاد هرقل.
نبذة المؤرخ اليوناني في العصر الروماني كاستور الرودسي المحفوظة فقط في الترجمة الأرمنية ليوسابيوس القيصري ، تجعل أن بيلوس كان ملكاً آشورياً في الوقت الذي كان فيه زيوس والآلهة الأخرى يقاتلون الجبابرة أولاً ثم العمالقة. حيث يتحدث كاستور إن بيلوس كان قد أُعتبر إلهاً بعد وفاته، لكنه لم يحدد عدد سنوات حكم بيلوس.
من ناحية أخرى يعتبر بيلوس هو شخصية غامضة من حيث جهة الأجداد. فقد اقترح عالم اللاهوت الكنسي الأسكتلندي الكسندر هيسلوب في كتاب البابليان أن بيلوس كان في الأصل فاتحاً وهو والد الملك نينوس الأول، وأنه بعد وفاة نينوس، إدعت زوجته سميراميس أن نينوس هو نفسه إله الشمس ، و كوش (بيلوس) هو سيد الآلهة ، وجعلت نفسها الإلهة الأم وابنها تموز إله الحب، في محاولة للسيطرة على رعاياها بشكل أفضل بعد وفاة زوجها، والسماح لها بالحكم كوصي على عرش ابنها الملك المولود حديثاً.
بعض نسخ أسطورة أدونيس تجعل أدونيس ابن الملك الآشوري ثياس ، و ثياس هو ابن بيلوس.
تتحدث سردية التحولات للشاعر الروماني أوفيد (سنة 8 ميلادي) عن الملك أورخاموس الذي حكم المدن الأخمينية في بلاد فارس باعتباره السابع على التوالي من سلالة بيلوس القديمة. لكن لا توجد مصادر أخرى تذكر أورخاموس أو بناته ليكوثيا وكليتيا.
يذكر الشاعر الأغريقي نونوس في قصيدته الملحمية ديونيسياكا الملك الآشوري ستافيلوس ابن إله الخمر ديونيسوس وابنه بوتريس الذين يستضيفون ديونيزوس، وكان ستافيلوس يدعي أنه حفيد بيلوس.
أما ديودور الصقلي فيقدم لنا الإله الروماني بيكوس (ابن ساتورن) كملك لإيطاليا ويدعوه أخو نينوس (وبالتالي ربما نجل بيلوس).
تظهر علاقة غريبة بين بيكوس ونينوس في كتاب يوحنا النقيوسي الذي يروي بأن كرونوس كان أول ملك لآشور وبلاد فارس، وأنه تزوج من امرأة آشورية تدعى ريا أنجبت إبنه بيكوس (الذي كانت يسمى أيضاً زيوس) و نينوس الذي أسس مدينة نينوى (في العراق حالياً). نُقل كرونوس إلى إيطاليا ، لكنه قتل بعد ذلك من قبل ابنه زيوس بيكوس لأنه التهم أولاده. ثم تزوج زيوس أخته لتنجب له إبنه بيلوس. بعد اختفاء زيوس بيكوس (الذي حكم على ما يبدو كل من إيطاليا وآشور) ، خلفه إبنه بيلوس بن زيوس بيكوس في العرش على آشوريا (لاحقاً كان دائماً ما يظهر فونوس في أساطير أخرى هو ابن بيكوس في إيطاليا قبل أن ينتقل إلى مصر ويتحول إلى هرمس الهرامسة والد هيفيستوس). عند وفاة بيلوس أصبح عمه نينوس ملكاً ثم تزوج من أمه التي كانت تسمى سابقًا ريا ولكن أعيد تقديمها الآن باسم سميراميس.
لم يشر المؤرخون ومؤرخو التاريخ في وقت لاحق إلى هذه القصص. إما أنهم لا يذكرون بيلوس على الإطلاق أو يقبلونه كأب لـ«نينوس». إنهم يتعارضون أيضاً حول ما إذا كان نمرود التوراتي هو نفسه بيلوس أو والد بيلوس أو الجد البعيد لبيلوس.
من المحتمل أنه على الأغلب لم يتم التمييز بين شخصية بيلوس الآشوري اليوهيمرية عن شخصية بيلوس البابلي. لكن بعض علماء الكرونوغراف يميزون فيما بينهم.